# Vasilis Torosidis
Vasilis Torosidis (řecky Βασίλης Τοροσίδης; * 10. června 1985) je bývalý řecký fotbalový záložník či obránce, naposledy působící v řeckém klubu Olympiakos Pireus. Nastupoval též za řeckou reprezentaci.

## Reprezentační kariéra
První reprezentační zápas odehrál v kvalifikaci na Euro 2008 v březnu 2007 proti Turecku.
Účast Vasilise Torosidise na vrcholových turnajích:
- Mistrovství Evropy 2008 v Rakousku a Švýcarsku
- Mistrovství světa 2010 v Jihoafrické republice
- Mistrovství Evropy 2012 v Polsku a na Ukrajině
- Mistrovství světa 2014 v Brazílii, kam jej nominoval portugalský trenér Fernando Santos.[1] Zde Řekové dosáhli svého historického maxima. Poprvé na světových šampionátech postoupili do osmifinále (ze základní skupiny C), tam byli vyřazeni Kostarikou v penaltovém rozstřelu poměrem 3:5 (stav po prodloužení byl 1:1).[2] Torosidis odehrál všechny 4 zápasy Řecka na šampionátu.